# Джошуа Зіркзе
Джошуа Оробоса Зіркзє (нід. Joshua Orobosa Zirkzee; нар. 22 травня 2001, Східам) — нідерландський футболіст, нападник англійського «Манчестер Юнайтед» і національної збірної Нідерландів.

## Клубна кар'єра
Народився в місті Східама в родині нігерійки та нідерландця. Джошуа виступав за молодіжні футбольні команди «Гекелінген», «Спартан'20», «АДО Ден Гаг» і «Феєнорд». У 2017 році став гравцем футбольної академії мюнхенської «Баварії».
1 березня 2019 року Зіркзе дебютував у стартовому складі «Баварії II» (до цього він провів за команду два матчі, виходячи на заміну), зробивши в цій грі хет-трик у ворота «Шальдінг-Гайнінг».
11 грудня 2019 року дебютував в основному складі «Баварії» у матчі групового етапу Ліги чемпіонів УЄФА проти «Тоттенхем Готспур». Через тиждень дебютував у німецькій Бундеслізі в матчі проти «Фрайбурга», вийшовши на заміну Філіппе Коутіньйо на 90-й хвилині, а через дві хвилини забив переможний гол. Через три дні в матчі Бундесліги проти «Вольфсбурга» знову вийшов на заміну і знову відзначився забитим м'ячем через дві хвилини після свого виходу на поле. Загалом до кінця сезону він забив за команду 4 голи у 9 іграх Бундесліги і став чемпіоном Німеччини. Також того року він зіграв у двох матчах Кубка Німеччини на одній грі Ліги чемпіонів, вигравши з командою і ці турніри.
Загалом, попри дуже ранній старт у головній команді «Баварії» до найближчих планів її тренерського штабу не входив і на початку 2021 року юний нападник був відданий в оренду до італійської «Парми», а за півроку — до бельгійського «Андерлехта».
30 серпня 2022 року, вже на умовах повноцінного контракту, перейшов до італійської «Болоньї», яка сплатила за його трансфер 8,5 мільйонів євро.
14 липня 2024 року перейшов до англійського «Манчестер Юнайтед», підписавши з ним п'ятирічний контракт.

## Кар'єра в збірній
Виступав за збірні Нідерландів до 15, 16, 17, 18 і до 19 років.
2020 року дебютував в іграх за молодіжну збірну країни.
У березні 2024 року вперше викликаний до збірної Нідерландів головним тренером Роналдом Куманом для участі в товариських матчах проти збірних Шотландії та Німеччини.

## Статистика виступів

### Статистика клубних виступів
Станом на 4 вересня 2022
| Сезон                  | Команда                | Чемпіонат              | Чемпіонат | Чемпіонат | Національний кубок | Національний кубок | Національний кубок | Континентальні кубки | Континентальні кубки | Континентальні кубки | Інші змагання | Інші змагання | Інші змагання | Усього | Усього | Усього |
| Сезон                  | Команда                | Ліга                   | Ігор      | Голів     | Ліга               | Ігор               | Голів              | Ліга                 | Ігор                 | Голів                | Ліга          | Ігор          | Голів         | Ігор   | Голів  |        |
| ---------------------- | ---------------------- | ---------------------- | --------- | --------- | ------------------ | ------------------ | ------------------ | -------------------- | -------------------- | -------------------- | ------------- | ------------- | ------------- | ------ | ------ | ------ |
| 2018–19                | «Баварія II»           | РЛ                     | 10+2      | 4         | -                  | -                  | -                  | -                    | -                    | -                    | -             | -             | -             | 12     | 4      |        |
| 2019–20                | «Баварія II»           | 3Л                     | 16        | 2         | -                  | -                  | -                  | -                    | -                    | -                    | -             | -             | -             | 16     | 2      |        |
| 2019–20                | «Баварія»              | БЛ                     | 9         | 4         | КН                 | 2                  | 0                  | ЛЧ                   | 1                    | 0                    | СН            | -             | -             | 12     | 4      |        |
| 2020-січ. 2021         | «Баварія II»           | 3Л                     | 4         | 0         | -                  | -                  | -                  | -                    | -                    | -                    | -             | -             | -             | 4      | 0      |        |
| Усього за «Баварію II» | Усього за «Баварію II» | Усього за «Баварію II» | 30+2      | 6         |                    | -                  | -                  |                      | -                    | -                    |               | -             | -             | 32     | 6      |        |
| 2020-січ. 2021         | «Баварія»              | БЛ                     | 3         | 0         | КН                 | 0                  | 0                  | ЛЧ                   | 1                    | 0                    | СН+СУ+КЧС     | 1+0+0         | 0             | 5      | 0      |        |
| Усього за «Баварію»    | Усього за «Баварію»    | Усього за «Баварію»    | 12        | 4         |                    | 2                  | 0                  |                      | 2                    | 0                    |               | 1             | 0             | 17     | 4      |        |
| січ.-черв. 2021        | «Парма»                | A                      | 4         | 0         | КІ                 | -                  | -                  | -                    | -                    | -                    | -             | -             | -             | 4      | 0      |        |
| 2021–22                | «Андерлехт»            | Д1                     | 32+6      | 15+1      | КБ                 | 6                  | 2                  | ЛК                   | 3                    | 0                    | -             | -             | -             | 47     | 18     |        |
| 2022–23                | «Болонья»              | A                      | 1         | 0         | КІ                 | -                  | -                  | -                    | -                    | -                    | -             | -             | -             | 1      | 0      |        |
| Усього за кар'єру      | Усього за кар'єру      | Усього за кар'єру      | 79+8      | 25+1      |                    | 8                  | 2                  |                      | 5                    | 0                    |               | 1             | 0             | 101    | 28     |        |

### Статистика виступів за збірну
Станом на 4 вересня 2022
| Дата       | Місто         | Господарі  | Результат | Гості      | Турнір                             | Голи | Примітки |
| ---------- | ------------- | ---------- | --------- | ---------- | ---------------------------------- | ---- | -------- |
| 8-10-2020  | Венло         | Нідерланди | 5 – 0     | Гібралтар  | Кваліфікація молодіжного Євро-2021 | -    | 59'      |
| 13-10-2020 | Пафос (місто) | Кіпр       | 0 – 7     | Нідерланди | Кваліфікація молодіжного Євро-2021 | -    | 45' 61'  |
| 15-11-2020 | Алмере        | Нідерланди | 5 – 0     | Білорусь   | Кваліфікація молодіжного Євро-2021 | -    | 61'      |
| 7-9-2021   | Девентер      | Нідерланди | 3 – 0     | Молдова    | Кваліфікація молодіжного Євро-2023 | 1    |          |
| 8-10-2021  | Лозанна       | Швейцарія  | 2 – 2     | Нідерланди | Кваліфікація молодіжного Євро-2023 | 2    |          |
| 12-10-2021 | Неймеген      | Нідерланди | 5 – 0     | Уельс      | Кваліфікація молодіжного Євро-2023 | -    |          |
| 12-11-2021 | Алмере        | Нідерланди | 3 – 1     | Болгарія   | Кваліфікація молодіжного Євро-2023 | 2    | кап.     |
| 15-11-2021 | Гібралтар     | Гібралтар  | 0 – 7     | Нідерланди | Кваліфікація молодіжного Євро-2023 | 2    | кап.     |
| 25-3-2022  | Софія         | Болгарія   | 0 – 0     | Нідерланди | Кваліфікація молодіжного Євро-2023 | -    | кап.     |
| 29-3-2022  | Девентер      | Нідерланди | 2 – 0     | Швейцарія  | Кваліфікація молодіжного Євро-2023 | -    | кап. 69' |
| 3-6-2022   | Кишинів       | Молдова    | 0 – 3     | Нідерланди | Кваліфікація молодіжного Євро-2023 | -    | 64'      |
| 11-6-2022  | Лланеллі      | Уельс      | 0 – 1     | Нідерланди | Кваліфікація молодіжного Євро-2023 | -    | 37' 46'  |
| Усього     |               | Матчів     | 12        |            | Голів                              | 7    |          |

## Титули і досягнення
- Чемпіон Німеччини (1):

«Баварія»: 2019/20
- Володар Кубка Німеччини (1):

«Баварія»: 2019/20
- Переможець Ліги чемпіонів УЄФА (1):

«Баварія»: 2019/20
- Володар Суперкубка Німеччини (2):

«Баварія»: 2020, 2022
- Переможець Суперкубка УЄФА (1):

«Баварія»: 2020